# Bolívar (država u Venezueli)
Država Bolívar (španjolski: Estado Bolívar) je jedna od 23 saveznih država Venezuele, koja se nalazi na jugoistoku države. Glavni grad države je Ciudad Bolívar.

## Geografske i klimatske karakteristike
Država Bolívar ima 1 405 064 stanovnika i površinu od 238 000 km² i po površini je najveća venezuelanska država.
Država Bolívar omeđena je sa sjevera rijekom Orinoco i venezuelanskom državom Delta Amacuro, s juga porječjem Amazone u Brazilu, s istoka Gvajanom, te sa zapada Orinocom i Kolumbijom. To je najveća i potencijalno najbogatija država Venezuele. Sjeverni dio države je brdoviti kraj, krajnji jug karakteriziraju visoravni i stjenovite kupaste planine - mese, od kojih je najpoznatija Gran Sabana, mjesto Salto Angel. Dobar dio države pokriva nenaseljena i neistražena prašuma, prošarana kotlinama rijeka; Caroni, Paragua, Caura i mnogim manjim.
Rijeka Caroni je jedan od najvećih svjetskih izvora hidroenergije. Dosad su izgrađene dvije velike hidroelektrane sa svojim akomulacionim jezerima Macagua, pored ušća Caronija i Guri, 130 km uzvodno (jedna od najvećih svjetskih hidroelektrana. U planu je izgradnja novih hidroelektrana.
Na ušću Caronija s Orinocom leži veliki planski izgrađen industrijski centar Ciudad Guayana, s velikim čeličanama i pogonima za elektrolizu aluminija. On je danas najveći grad na jugu zemlje.
Država Bolívar ima najveće rezerve željezne rude u zemlji, pored toga iskapaju se dijamanti, zlato, ugljen, vapno, mangan, nikal, boksit i kaolin. Poljoprivreda je slabo razvijena i to uglavnom na sjeveru. Transport je slabo razvijen u većini države, osim na sjeveru pored gradova Ciudad Guayana i Ciudad Bolívar gdje se nalazi najveći broj cesta, željezničkih pruga, autocesta i plovnih rijeka.

## Povijest
Područje današnje Države Bolívar bio je od 1585. za kolonijalnih vremena dio španjolske Pokrajine Gvajana. I nakon osnivanja Venezuele 1830. zadržala je isto ime sve do 1864. kad su nakon Federalnog rata pokrajine zamijenjene saveznim državama.

## Administrativna podjela
Država je podjeljena na 11 općina (Municipio);
1. Caroní (Ciudad Guayana)
2. Cedeño (Caicara del Orinoco)
3. El Callao (El Callao)
4. Gran Sabana (Santa Elena de Uairén)
5. Heres (Ciudad Bolívar)
6. Padre Pedro Chien (El Palmar)
7. Piar (Upata)
8. Raúl Leoni (Ciudad Piar)
9. Roscio (Guasipati)
10. Sifontes (Tumeremo)
11. Sucre (Maripa)

## Vanjske poveznice
- Bolívar na portalu Encyclopedia Britannica (engl.)
- Sitio Oficial de la Gobernación del Estado Bolívar (šp.)